# Río del Manadero
El Manadero es un río de la provincia de Guadalajara (España), afluente por la izquierda del río Bornova, aunque en ocasiones se le considera como el curso alto de éste por su escasez de agua hasta su unión con el Manadero.
Nace en la falda sur del Portillo, en la sierra de Pela, tiene un recorrido noroeste-sureste y pasa por Somolinos y Albendiego antes de desembocar en el río Bornova en un barranco junto al molino del Callejón. En la parte alta de su recorrido se encuentra la laguna de Somolinos, de origen cárstico, así como una piscifactoría.
Aprovechando la corriente de este río a la salida de la laguna, y utilizando, en parte, las instalaciones que antes se habían  dedicado a una herrería, se instaló en 1905 una central hidroeléctrica que suministró corriente eléctrica a los pueblos del contorno durante más de 60 años.

## Cartografía
- Hoja 433 a escala 1:50.000 del Instituto Geográfico Nacional.